# دهستان حومه شمالی
دهستان حومه شمالی نام دهستانی در بخش مرکزی شهرستان اسلام‌آباد غرب، استان کرمانشاه در ایران است. براساس سرشماری مرکز آمار ایران در سال ۱۳۸۵، جمعیت آن ۸۲۰۶ نفر (۱۸۰۵ خانوار) بوده‌است.